# Папантланский тотонакский язык
Папантланский тотонакский язык (Lowland Totonaca, Papantla Totonac, Totonaco de Papantla) — тотонакский язык, на котором говорят в муниципалитете Папантла-де-Оларте центральной части штата Веракрус в Мексике.
Папантланский диалект более, на 40% похож на горный диалект тотонакского языка.